# AN/SPS-29
AN/SPS-29とは、アメリカ合衆国のウェスティングハウス社が開発した2次元レーダー。アメリカ海軍において、主として対空捜索用として採用された。

## 来歴
第二次世界大戦中のアメリカ海軍は、戦艦・航空母艦など大型艦用の対空捜索用レーダーとしては、1940年に就役したCXAMを端緒として、SAシリーズ、SCシリーズ、SKシリーズ、SRシリーズと、Pバンド（当時の呼称; 超短波）を使用するレーダーを配備してきた。
1950年代に入ると、これらと同じ周波数帯を用いる戦後世代のレーダーが要請されるようになり、まずゼネラル・エレクトリック社が開発したAN/SPS-17が大型艦用として採用されて、1957年より引き渡しが開始された。また、同じアンテナを用いてウェスティングハウス社が開発したAN/SPS-28も駆逐艦用として採用され、こちらも同年から引き渡しを開始した。ただしアンテナが共通とはいえ、尖頭電力については、AN/SPS-17では750 kW（バージョンによっては1.5 MW）であったのに対してAN/SPS-28では250 kWとかなりの差があったことから、探知能力では劣っていた。このことから、AN/SPS-28と同等の重量で、AN/SPS-17と同等の性能を発揮することを目標に開発されたのが本機である。

## 設計
アンテナとしては、AN/SPS-28と同様にマットレス型が採用されており、ダイポールアンテナを7列×4段に配置して、上部には敵味方識別装置（IFF）のアンテナを組み込んだAS-943アンテナが用いられていた。ただしAN/SPS-29Dでは、より小型のアンテナが用いられている。
AS-943においては、これらのダイポールアンテナは垂直・水平方向には波長の半分の距離を取って配列されており、また平面反射板からは波長の4分の1の距離が取られていた。ビーム幅は20×25.5°で、SPS-28の19×27°と大差ないが、パルス幅は4マイクロ秒から10マイクロ秒へと大幅に長くなっている。これによる距離分解能の低下を補うため、パルス繰返し数は150 ppsから300 ppsに増加した。
本機は、-29A、-29B、-29Cと順次に改良が続けられていたほか、アメリカ沿岸警備隊向けにアンテナを小型化したAN/SPS-29Dも製造された。その後、パルス圧縮技術を導入したAN/SPS-37、そして電子防護能力を強化したAN/SPS-43へと発展した。ただし長波長で分解能が低いことから、AN/SPS-40などより短波長のレーダーに取って代わられていき、アメリカ海軍では搭載艦の退役に伴って姿を消した。
搭載艦（主にサムナー級/ギアリング級駆逐艦）と一緒に外国へ供与される形で海外でも広く使われていたが、こちらも搭載艦艇の退役に伴って姿を消した。

## 搭載艦
AN/SPS-29
 アメリカ海軍
- フレッチャー級駆逐艦（一部艦が後日装備）
- アレン・M・サムナー級駆逐艦[注釈 1]
- ギアリング級駆逐艦[注釈 1]
- フォレスト・シャーマン級駆逐艦（一部艦はAN/SPS-37もしくはAN/SPS-40を搭載）
- ファラガット級（クーンツ級）ミサイル駆逐艦
- チャールズ・F・アダムズ級ミサイル駆逐艦（前期型のみ）

 アメリカ沿岸警備隊

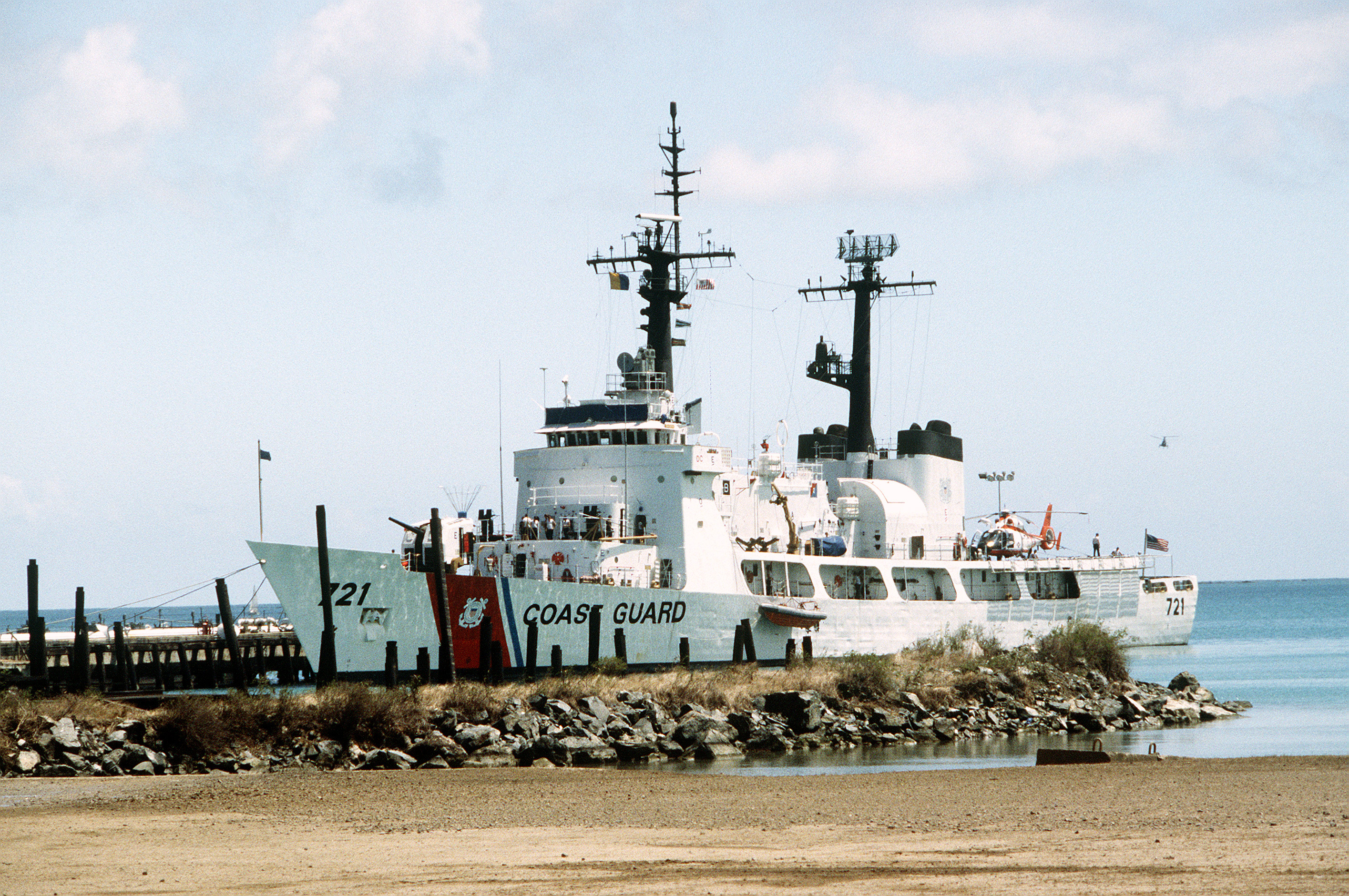
FRAM改装前のハミルトン級カッター。後部マスト頂部に、AN/SPS-29Dを搭載している

- ハミルトン級カッター（FRAM改修により、AN/SPS-40に換装）

 海上自衛隊
- ミサイル護衛艦「あまつかぜ」

AN/SPS-37
 アメリカ海軍
- アレン・M・サムナー級駆逐艦[注釈 1]
- ギアリング級駆逐艦[注釈 1]
- ミッチャー級駆逐艦（DDG改修適用艦にのみ後日装備）
- フォレスト・シャーマン級駆逐艦（一部艦はAN/SPS-29もしくはAN/SPS-40を搭載）